# 第二次世界大戰在亞洲的導火索
该条目囊括了第二次世界大战在亚洲的预演事件。

## 国共关系
由国民党领导的辛亥革命终结了中国的最后一个封建王朝——清朝，并在1912年1月1日建立了共和制的中华民国。第一次世界大战之前，中华民国中央政府难以控制其领土，中国陷入了军阀纷争的时期。不同于各路军阀，两支力量希望使用它们不同的意识形态以重新统一中国：中国国民党在1919年被重新组织，此外还有在1921年建立的中国共产党。两党没有立即对抗，反而展开了短期的合作。1924年，国民党发动北伐战争并胜利。1927年，随着大部分的中原和南方地区在国民党的直接控制之下，国民党随即发动第一次国共内战。国民党于1928年在名义上统一中国，当时的奉系军阀同意国民党总裁蒋介石控制满洲地区。

## 重要事件
以下重要事件在亚太地区被卷入第二次世界大战的进程中发挥了重要作用：
- 1839年：因大英帝国强制中国从英属印度进口英国鸦片，第一次鸦片战争爆发。英国赢得了这场战争并控制了香港[1]。
- 1853年：准将马修·佩里率领黑船打开鎖國時期的日本国门。
- 1856年：第二次鸦片战争爆发，结果导致了《天津条约》《瑷珲条约》等不平等条约的签署，以及对圆明园的劫掠[2]:148[3]:57[4]:44[5]:72 [6]:259。
- 1858年：西方国家强迫日本签订不平等条约。日本放弃其治外法权，并无力更改条款。
- 1868年：为阻止西方完全殖民日本，并推动其现代化，日本发生倒幕运动，明治天皇上台。接下来的数十年，明治维新期间的日本发生了世界历史上最快和最成功的工业化。
- 1884-1885年：中国和法国在关于越南独立问题的外交谈判中决裂[7]，最终导致中法战争。
- 1894–1895年：中日甲午战争以日本的胜利结束。最终日本殖民了朝鲜，并控制辽东半岛（在中方支付赎辽费后归还）、台湾和澎湖列岛。亚洲的力量平衡被打破。
- 1899年：日本在工业化中更加强大，并成功终止其所有不平等条约。
- 1899–1901年：义和团运动爆发，并因此爆发八国联军之役[8]。作为联军成员的日本夺取了更多领土，并希望这是对清王朝的最后一击。
- 1904–1905年：日俄战争以日方的突然袭击爆发，最终日本在这场对抗俄罗斯帝国的战争中获得大胜，确保了日本对朝鲜的控制[9][10]。
- 1910年：日本帝国吞并朝鲜。

### 中华民国时期
- 1911年：辛亥革命推翻了清朝[11]并建立了中华民国。尽管军阀混战仍然继续，国民党仍然试图为中国争取国际承认并试图为中国带来和平。
- 1914年：第一次世界大战爆发，日本与其它协约国成员夺取德意志帝国在亚太地区的殖民地。
- 1919年：五四运动在北京爆发，以抗议中国政府在凡尔赛条约上的软弱立场[12]。日本作为战胜国的一员，获得了先前属于德意志殖民帝国的，作为国际联盟托管地[13]的南洋群岛，以马歇尔群岛、马里亚纳群岛、加洛林群岛和楚克群岛，作为第一岛链[14]。日本加入国际联盟。
- 1921年：中国共产党建立。
- 1922年：华盛顿海军条约签署，以限制美国海军、英国皇家海军、意大利皇家海军、日本帝国海军、法国海军的舰船数量。日本的舰队规模被限制在英国和美国的三分之二[15]。这象征着欧洲列强已经能平等地看待日本。
- 1924年：弗拉基米尔·伊里奇·列宁在莫斯科去世。经过一年的权力斗争后，反对列昂·托洛茨基[16]的约瑟夫·斯大林获得苏联的最高权力。中國國民黨第一次全國代表大會由孙中山在广州召开。
- 1925年：孙中山在北京去世。经过权力斗争后，反对汪精卫的蒋介石成为国民党总裁。
- 1926年：昭和天皇登基。
- 1927年：第一次国共内战爆发。
- 1928年:
  - 五三惨案：1928年5月。
  - 皇姑屯事件：1928年6月4日，日方暗杀奉系军阀首脑张作霖。
  - 东北易帜：1928年12月19日，张学良宣布奉系所有北洋政府的旗帜改为青天白日满地红旗，象征着中华民国形式上的统一。
- 1929年：中东路事件爆发，由中国欲以武力收回此前名义上置于中苏共同管理下的中东铁路的权益引起。苏联以“自卫”为由再度出兵入侵满洲，击溃张学良部，重拾铁路所有权和运营权。之后苏联抛售了奉系政府所有的股票。
- 1930年：伦敦海军条约签订，限制了战列舰、潜艇等其它水面舰艇的生产，直到1937年。

## 第二次世界大战中的亚洲
许多历史学家认为第二次世界大战的开端应是1937年7月7日的卢沟桥事变:304-315，而一部分历史学家认为战争开端应是1931年的九一八事变。日本占领了很大一部分亚洲，直到1945年。

### 1931–1937年：日本vs.中国
- 1931年9月18日，九一八事变：日本驻中国东北境内的关东军炸毁南满铁路柳条沟地区桥梁一段，并称遭到中国军队有意破坏，当日夜间突然炮击沈阳，同时进攻吉林、黑龙江。9月19日，日军便占领沈阳，接着分兵进军辽宁其他地区及吉林省、黑龙江省，至1932年2月占领东北全境[18]:169。
- 1932年1月28日，一·二八事变：由于日僧事件，日本以保护上海公共租界为借口与中华民国发生冲突[19]:32[20]:4。日本帝国海军在南京下关江面向南京市区开炮，富人与官员纷纷逃离市区避难，但日军未登陆[19]:34。5月5日，英使再作斡旋後，始再舉行停戰會議，雙方遂签署《淞沪停战协定》[19]:35。
- 1932年2月：滿洲國宣布独立，但实际上為日本侵佔中國東北後建立的傀儡政權[18]:2557。1932年9月满洲国和日本政府簽訂《日滿議定書》，該地區事实上成為日本之殖民統治地。满洲国没有被国际广泛承认[21][22]。
- 1932年5月，五一五事件：大日本帝國海軍少壯派軍人闖入总理大臣官邸，刺殺了護憲運動領導者、時任內閣總理大臣犬養毅。
- 1934年1月：苏联入侵新疆。
- 1934年10月-1935年11月：毛泽东率领中国共产党开始长征。
- 1934年12月29日：日本退出《华盛顿海军条约》。
- 1936年2月：二二六事件：皇道派青年军官发动未遂政变。
- 1936年11月：納粹德國與大日本帝國簽訂反對共產國際及蘇聯的協定[23]:188–189。
- 1936年12月12日，西安事变：蒋介石被张学良逮捕，第二次国共合作开始。
- 1937年7月7日，卢沟桥事变：日本駐豐台中國駐屯軍結束在盧溝橋附近軍事演習，稱演習地點傳來槍聲，並有一名士兵志村菊次郎「失蹤」[24]，要求進入宛平城搜查，遭守城的国民革命军第二十九军（前身之一為西北軍）拒絕[24][25]。日軍即攻擊城西盧溝橋[18]:472。翌日清晨5時許，日軍砲轰宛平城[24]，國軍第二十九軍奮起抵抗[18]:472。随后发生平津作战。第二十九軍在之后的平津作战中战败，撤退至保定，日軍佔領平津地区，中国抗日战争全面爆发。